# Grêmio Esportivo Valparaíso
O Grêmio Esportivo Valparaíso, cujo acrônimo oficial é GREVAL, é um clube de futebol brasileiro, sediado em Valparaíso de Goiás, em Goiás. Apesar de está sediado em Goiás, o clube disputa os campeonatos pelo Distrito Federal. O clube havia sido desfiliado e ficou inabilitado de participar de competições por vários anos

## Retorno
Após 21 anos sem disputar uma competição profissional, o GREVAL voltou a disputar uma competição oficial em 2022, quando disputou a Segunda Divisão do Candangão.